# Alban Fournier
Alban Fournier, né le 9 novembre 1842 à La Salle (Vosges) et décédé le 22 novembre 1904 à Rambervillers, est un médecin, animateur de diverses sociétés savantes vosgiennes ou lorraines, à la fois historien, archéologue et toponymiste.
Président de la section des Hautes-Vosges du Club alpin à partir de 1881, Alban Fournier, autant par ses relations d'amitiés et de labeur associatif que par sa prise de conscience précoce d'un patrimoine à préserver, est un pionnier de l'activité touristique dans les Vosges.

## Biographie

### Famille en voyage
Sa mère Adeline Simon appartient à une vieille famille bourgeoise de Saint-Dié. Son père, Édouard Fournier, ingénieur des Ponts et Chaussées, est conducteur de travaux, et son oncle, de même formation initiale, sera inspecteur général des Ponts et Chaussées. Leurs familles vivent souvent au gré de leurs mutations ferroviaires ou routières.
Ainsi le jeune Alban accomplit une partie de sa scolarité à Perpignan, son père étant requis sur les chantiers catalans en Espagne. Promu directeur de la Compagnie des chemins de fer des Vosges, Édouard revient dans son département d'origine travailler  à la mise en place de lignes d'intérêt local. Il supervise la construction des lignes de Charmes à Rambervillers, les transversales d'Arches à Bruyères et de Saint-Dié à Bruyères, et à partir de celles-ci les pénétrantes de Laveline-devant-Bruyères à Gérardmer, de Saint-Léonard à Fraize et de Remiremont à Cornimont. 

### Formation et débuts professionnels
Revenu à Rambervillers, Alban part étudier l'histoire et la médecine à Strasbourg. Le 17 novembre 1867 il soutient sa thèse de médecine à Paris sur la paralysie du nerf facial. Il s'établit alors à Rambervillers dans l'ancien couvent des Capucins, dans le château et le parc, aujourd'hui rue Alban Fournier. 
Jeune républicain modéré, tolérant et libéral, conseiller municipal de la Ville, Alban Fournier conserve le réseau de connaissances de son père ingénieur et prend la charge d'administrateur délégué de la compagnie du chemin de fer d'intérêt local de Rambervillers à Charmes ainsi que celle de la vallée de la Vologne. Il s'intéresse à l'histoire de la contrée rambuvetaise, spécialement sous l'Ancien Régime alors que la ville de Rambervillers, capitale d'une seigneurie dépendant au temporel de l'évêché messin, affirmait sa différence. Il fréquente aussi un réseau d'historiens et de folkloristes amateurs animé par le pharmacien Henry Bardy de Saint-Dié, qui organise des marches de découvertes naturalistes en montagne. Après les événements de 1870, il est élu maire de Rambervillers mais refuse cette charge pour se contenter de son mandat de conseiller municipal ,. L'homme empreint d'une sagesse libérale et conciliante n'est ni taillé pour la dispute d'opinion, ni fait pour la joute politique, il se retient souvent d'émettre un jugement tranché par esprit de conciliation, mais n'hésite pas à camper sur une position si ferme qu'elle lui vaut mépris et défaveurs.

### Homme d'initiatives
Attiré vers les études géographiques et historiques, le docteur Alban Fournier de Rambervillers croit d'abord à un renouveau national et centralisé à l'échelle de la France après la guerre de 1870 et la douloureuse occupation prussienne[réf. nécessaire][pas clair].  
Il lance dès 1873 l'idée d'une société de promenades à Gérardmer dont il devient le président-fondateur. C'est pourquoi, attentif à la création du Club Alpin à Paris en 1874, il demande que les sociétés de promenades, en particulier celles dont il a pris l'initiative dans les Vosges et dont il reste souvent le principal correspondant, rejoignent l'association française qui s'occupent des montagnes. 
Il est membre associé de la Société d'émulation du département des Vosges en 1875 après avoir adhéré à la société d'Histoire de France en 1874. Mais c'est uniquement son père qui figure en 1875 avec les premiers adhérents fondateurs de la Société philomatique vosgienne. Lui-même ne rejoint cette société savante qu'en 1877. Il y sera, dès sa seconde année de présence selon le président Henri Bardy, « un ami sûr et dévoué et un précieux et zélé collaborateur ». Il y rencontre historiens, photographes et artistes, notamment le photographe Victor Franck fils. Il réfléchit dans ce petit cénacle montagnard à mettre en valeur le patrimoine, notamment naturel et forestier, en choisissant les sentes, les havres de repos et points de vue, et en soignant les jalonnements de sites à sites. Il réfléchit aussi à mettre en place des voyages organisés, en particulier dans les villes d'eaux et les stations estivales. Les initiatives en amont auront pour but d'attirer touristes et visiteurs, mais aussi d'assurer une information sur les capacités concrètes d'hébergement ou de repos. Cette phase préalable comporte l'établissement de livrets-guides, si possible avec des informations collectées et vérifiées régulièrement par chaque société de promenades[réf. nécessaire].
Alban Fournier adhère à la section des Vosges du Club alpin français dès sa création en 1876. En 1881, il accède à la présidence du Club alpin des Vosges. Son action à la section des Hautes-Vosges est vigoureuse : il fait tracer et baliser des sentiers en montagne, poser des tables d'orientation : ces sentiers sont souvent réalisés en partenariat avec le Club vosgien de l'Alsace voisine, car ces deux réseaux de sentiers font souvent jonction ou se prolongent mutuellement sans tenir compte des frontières. En 1881, la section des Hautes-Vosges du Club alpin obtient l'installation d'une station météorologique au sommet du ballon de Servance. Son président est reçu membre correspondant de l'Académie Stanislas en 1882. 
Les activités touristiques et de recherches historiques étant chronophages, Alban Fournier n'aurait exercé son art médical que quelques années seulement. À Rambervillers, sa ville d'attache, cet homme qui connaît bien la misère paysanne, préside cependant la société de secours mutuel et prend personnellement une part active aux œuvres de bienfaisance et d'assistance. La critique constamment renouvelée est plus acerbe qu'il n'y paraît, elle suggère qu'il ne représente qu'un falsificateur car le rédacteur et auteur qu'il est signe le plus souvent "Docteur Alban Fournier", et l'homme en randonnée se présente d'ordinaire en médecin ou soigneur pour faciliter sa présence auprès des populations rencontrées[pas clair]. 
En 1884, durant la saison estivale, Gérardmer, station touristique de montagne, accueille, à son instigation, le congrès du Club alpin, le congrès scientifique de l'association française pour l'avancement des sciences, sans compter divers cénacles naturalistes. 
Érudit sans le paraître, ce toponymiste observateur sait aussi narrer les anecdotes et conter les histoires dans la veine paysanne. Historien improvisé de l'industrie, il publie une étude sur la verrerie de Portieux en 1886. Il s'agit d'un témoignage aujourd'hui précieux, car les archives de la verrerie, qu'il avait pu consulter grâce à son ami du conseil d'administration de la ligne ferroviaire Charmes-Rambervillers, le directeur Xavier Mougin, ont été consumées en grande partie dans un incendie en 1994. 
En 1889, Alban Fournier figure parmi les membres de la commission de la météorologie départementale. Qui ne connaît sa haute silhouette, vêtue d'un grand manteau gris, et portant un bâton ferré que l'on aperçoit en toute saison sur les chemins de montagne vosgienne ou dans la Vôge, aux environs des stations thermales. Le journaliste spinalien Steiger, animateur de la société de promenade d'Epinal, rappelle que le docteur Fournier a aussi voyagé partout en Europe. Il se rappelle d'un compagnon de marche joyeux et gai, enjoué et simple, lui apprenant à faire les choses à la bonne franquette. Lorsqu'il est guide ou simple accompagnateur lors d'une excursion ou une randonnée de découverte naturaliste, les hôteliers avertis par ses soins se réjouissent à l'avance de la soirée animée, lui autorisant s'ils le peuvent un quota supplémentaire et, à l'heure prescrite, voient débarquer un large regroupement jovial dont il a le secret, intégrant le plus souvent un maximum de personnes permises.
Le réseau amical d'Alban Fournier est aussi solidement ancré à l'univers médical. Buveur d'eau, Alban Fournier est en général de passage en bonne saison à Vittel et, membre éminent du conseil d'administration de la Société des eaux de Vittel, il collabore à l'essor touristique de la station avec Ambroise Bouloumié. Il prend l'initiative décisive de lancer une souscription pour élever à Bruyères un digne monument au docteur Jean-Antoine Villemin, médecin inspecteur des armées, connu pour ses travaux sur la contagion et la tuberculose. La place centrale de Bruyères voit l'érection de ce monument en 1894. Admirateur et correspondant du professeur Émile Roux de l'Institut Pasteur, l'ancien praticien promeut et soutient l'emploi du vaccin antidiphtérique. En 1895, par écrit dans la presse et par le biais de conférences, il affirme son engagement pour la création d'un institut sérothérapique, chargé à Nancy de la diffusion des vaccins. 
Son action de défense du patrimoine et d'un cadre de vie agréable conformes aux droits des habitants le force à s'engager en première ligne dans un "Comité de défense des sites vosgiens" à Gérardmer. Il entrave puis arrête l'exploitation outrancière des carrières de granit dans la vallée de la Vologne qui servent au pavage des rues de Paris, en argumentant auprès de Jules Méline, Président du Conseil. En mai 1895, le même Comité de défense des sites vosgiens qu'il préside — et dont font partie l'industriel Jules Garnier-Thiébaut (vice-président), le docteur Greuell (trésorier), Adolphe Garnier, le notaire Parisot (secrétaire) — soutenu par le maire Paul Jacques (président d'honneur) et le conseiller Kelsch, condamne tout endiguement et rehaussement du lac de Longemer, solution de facilité technique alors proposée pour ne pas reconstruire le barrage de Bouzey après la catastrophe, et obtient gain de cause.
Alban Fournier publie des écrits hardis et originaux, rassemblées en un triptyque aussi provocant que stimulant, sur l'origine supposée du monastère de Remiremont : Les Vieilles Coutumes, Remiremont ou Saint-Mont consacré au Dieu-Soleil et Les Origines païennes du monastère de Remiremont. Ces publications sont vivement critiquées et contestées, elles suscitent parfois des condamnations véhémentes. Henry Bardy prend sa défense en arguant qu'il s'agit de « l'expression d'une pensée autonome et d'un avis respectable d'un auteur libre », soucieux d'ancrer l'histoire religieuse dans un continuum .
A la fin des années 1890, la section des Hautes Vosges qui a son siège 9 rue de la Comédie à Epinal compte 150 membres. Autour du docteur Alban Fournier, le président rambuvetais, les principaux membres du bureau en 1896, comme le vice-président Caro, le trésorier Pfléger, le secrétaire Gley fils s'affichent spinaliens. Les commissaires Froereisen, Ed. Garnier et Gebhart sont mentionnés sans précision de localité.

### Fin de vie
À partir de 1901, Alban Fournier, toujours président de la section du Club Alpin des Hautes-Vosges, est de plus en plus gravement malade et son état de santé le retient désormais chez lui. Sa dernière contribution à la Société philomatique concerne le duc Léopold. Il trouve encore l'énergie de publier le onzième fascicule de sa Topographie ancienne des Vosges, fruit d'années entières de recherche. Le lundi 21 novembre 1904, à la veille de sa mort, il participe, selon Isabelle Guyot-Bachy, à la fondation du Syndicat d'initiative des Vosges, qui se propose de développer le tourisme dans les Vosges.
Alban Fournier meurt à 62 ans le 22 novembre 1904, il est inhumé le jeudi 24 novembre à Rambervillers, en présence de nombreuses délégations de sociétés savantes, mais aussi de sociétés de promenades que ses initiatives locales avaient contribué à créer. Le Nouvelliste des Vosges salue la disparition d' « une des personnalités vosgiennes les plus connues et les plus sympathiques ». Une délégation du comité de promenades de Gérardmer représente de manière solennelle la Ville de Gérardmer à ses obsèques. Elle dépose une couronne sur la tombe ouverte. Le président de la société de promenades géromoise, J. Garnier entouré du secrétaire du comité L. Géhin et du membre du bureau Reiterhart, adresse un ultime salut à l'ami sincère de la montagne vosgienne.
La revue du Club alpin, section des Vosges, lui rend hommage en publiant une longue biographie.

## Publications et travaux
- Rambervillers, notice historique, première édition en 1875, rééditions ultérieures complétées jusqu'en 1897, réimpression par le Livre d'Histoire en 1993, 194 pages.
- La Commune de la Bresse en Vosges, Imprimerie Berger-Levrault, Nancy, 1886, 33 pages.
- La verrerie de Portieux, origine-histoire, Imprimerie Berger-Levrault, Paris, 1886, 80 pages, dédicacé à son cher ami Xavier mougin et avec gravure finale des installations en 1886.
- "Excursions dans les Vosges", in Léon Louis et Paul Chevreux, Le département des Vosges: Description, Histoire, Administration, statistique, Imprimerie E. Busy, 1887-1889 en 7 tomes, en particulier Tome I, partie 3.
- Des influences locales sur l'origine des noms de lieux du département des Vosges, Bulletin de la société de géographie de l'Est, Tome XI, 1888.
- Topographie ancienne du département des Vosges, Annales de la Société d'Emulation des Vosges (Epinal), 1892.
- Bassin de la Meurthe, Topographie ancienne du département des Vosges, Annales de la Société d'Emulation des Vosges (Epinal), 1893.
- Bassin de la Moselle, Topographie ancienne du département des Vosges, Annales de la Société d'Emulation des Vosges (Epinal), 1895.
- Des noms de lieux dans les Vosges, Annales de la Société d'Emulation des Vosges (Epinal), 1897.
- Un discours du feld-maréchal Blücher au conseil municipal de Nancy en 1814, Imprimerie Berger-Levrault, Nancy, 1898, 7 pages
- La Vôge, Topographie ancienne du département des Vosges, Annales de la Société d'Emulation des Vosges (Epinal), 1900.
- Du Donon au ballon d'Alsace, Imprimerie Louis Geisler, Les Châtelles, Raon-l'Étape, 1901. Rédaction d'Alban Fournier illustrée par les photographies et peintures de Victor Franck.

Articles dans l'Annuaire général des Vosges publié par Léon Louis, en particulier :
- Le moutier des fées, 1892, p. 22-26
- Joli mois de Mai, 1893, p. 36-40.
- La mort dans nos Vosges (vieux souvenirs), 1894, p. 22-25.
- La duchesse Marguerite de Gonzague à Gérardmer et au Hohneck, 1896, p. 42-46.
- Rambervillers au siècle dernier (XVIIIe), variétés, 1897, p. 14-24, écrit disponible en PDF sur écriVosges
- La Roche du Diable, 1898, p. 32-36.
- La pomme de terre dans les Vosges, 1899, p. 24-29.
- L'expulsion des Jésuites en lorraine, 1900, p. 17-24.

Travaux d'Alban Fournier dans les bulletins de la Société philomatique Vosgienne ou BSPV avec numérotation du tome en chiffre romain. 
- Une épidémie au 17e s : la peste à Rambervillers (1610), III, p. 38 à 46.
- Annexion de Rambervillers,  à la Lorraine, III, p. 53 à 60.
- Une grève en 1729 : les bouchers de Rambervillers, IV, p. 103 à 105.
- Emeutes de femmes à Rambervillers (1771), IV, 105 à 109.
- Origine de Rambervillers, V, p. 39 à 46.
- Communication sur l’établissement d’une station météorologique dans les Vosges, V, p. 123, 124.
- La lutte d’un apothicaire contre les chirurgiens et les bourgeois de Rambervillers, au 18e s. (1742-1752), VI, p. 19 à 27.
- Mesdames Adelaïde et Victoire, filles du roi Louis XV, à Rambervillers, François Pelletier, bourgeois artiste, VI, p. 83 à 90. * La boucherie et les maîtres et compagnons du corps des bouchers de Rambervillers,  au 18e s, VIII, p. 23 à 29.
- Rambervillers, au 18e s, IX, p. 101 à 110.
- Note sur la sorcellerie dans les Vosges, X, p. 93 à 99.
- Vieilles coutumes, usages et tradition populaires des Vosges provenant des cultes antiques et particulièrement de celui du Soleil, XVI, p. 137 à 205.
- L’Hôtel de ville de Rambervillers, XVII, p. 243 à 254.
- Remiremont et le Saint-Mont ont-ils été un sanctuaire consacré au Dieu Soleil ? XIX, p. 293 à 336.
- Les origines païennes du monastère de Remiremont, XX, p. 37 à 67.
- Bussang. Les sources minérales, XXI, p. 5 à 52.
- Episodes de l’histoire de Rambervillers, XXII, p. 133 à 165.
- Le saint Hubert d’Autrey, XXII, p. 247 à 264.
- Vittel, XXIII, p. 5 à 17.
- Les juifs lorrains au 17e s, XXIV, p. 153 à 173.
- Les faux-sauniers en Lorraine, XXV, p. 189 à 210.
- Un épisode de l’histoire de Rambervillers, XXVI, p. 5 à 27.
- Quelques noms de lieux vosgiens, XXVI, p. 45 à 101.
- La Vôge, XXVII, p. 145 à 157.
- Le duc Léopold et la Lorraine, XXVIII, p. 89 à 265.

Activité d'informateur technique et de correspondant de presse :
- Le Mémorial des Vosges
- Le Progrès de l'Est
- Guide Joanne